# محمد آقایی تبریزی
محمد آقایی تبریزی (زادهٔ ۱۳۲۶) کارشناس انرژی، مدرس دانشگاه و مدیر اجرایی ایرانی است، که هم‌اکنون به‌عنوان مشاور رئیس موسسه بین‌المللی مطالعات انرژی و نیز مدرس دانشگاه صنعت نفت و دانشگاه شهید بهشتی فعالیت می‌کند. وی از سال ۱۳۵۱ عضو هیئت علمی دانشکده فنی دانشگاه تهران می‌باشد.
آقایی تبریزی فعالیت در صنعت نفت را از سال ۱۳۶۰ در شرکت ملی حفاری ایران آغاز کرد. وی از سال ۱۳۶۲ تا ۱۳۶۸ برای مدت ۶ سال، مدیرعاملی شرکت نفت فلات قاره ایران را برعهده داشت. آقایی در سال ۱۳۶۸ به‌عنوان مدیرعامل شرکت ملی مناطق نفت‌خیز جنوب منصوب شد و تا سال ۱۳۷۳ برای مدت بیش از ۵ سال، بزرگترین تولید کننده نفت ایران را مدیریت کرد. وی از سال ۱۳۶۲ تا ۱۳۷۳ برای مدت ۱۱ سال، عضو هیئت مدیره شرکت ملی نفت ایران بود. او از ۱۳۷۳ تا ۱۳۷۶ مدیرعامل شرکت پتروشیمی شیراز و از ۱۳۷۶ تا ۱۳۸۴ مدیرعامل شرکت ملی پالایش و پخش فرآورده‌های نفتی ایران و معاون وزیر نفت بود. آقایی در سال ۱۳۷۹ در جایگاه معاون وزیر نفت، نشان کار و تولید دریافت نمود.